# Xysmalobium
Xysmalobium är ett släkte av oleanderväxter. Xysmalobium ingår i familjen oleanderväxter.

## Dottertaxa tillXysmalobium, i alfabetisk ordning[1]
- Xysmalobium acerateoides
- Xysmalobium andongense
- Xysmalobium asperum
- Xysmalobium banjoense
- Xysmalobium baurii
- Xysmalobium brownianum
- Xysmalobium clavatum
- Xysmalobium confusum
- Xysmalobium congoense
- Xysmalobium convallariiflorum
- Xysmalobium decipiens
- Xysmalobium fluviale
- Xysmalobium fraternum
- Xysmalobium gerrardii
- Xysmalobium gomphocarpoides
- Xysmalobium gossweileri
- Xysmalobium gramineum
- Xysmalobium holubii
- Xysmalobium involucratum
- Xysmalobium kaessneri
- Xysmalobium membraniferum
- Xysmalobium orbiculare
- Xysmalobium parviflorum
- Xysmalobium patulum
- Xysmalobium pearsonii
- Xysmalobium pedifoetidum
- Xysmalobium podostelma
- Xysmalobium prunelloides
- Xysmalobium reticulatum
- Xysmalobium rhodesianum
- Xysmalobium rhomboideum
- Xysmalobium samoritourei
- Xysmalobium sessile
- Xysmalobium stockenstromense
- Xysmalobium stocksii
- Xysmalobium taschdjiani
- Xysmalobium tenue
- Xysmalobium tysonianum
- Xysmalobium undulatum
- Xysmalobium winterbergense
- Xysmalobium woodii
- Xysmalobium zeyheri